# 詹軾
詹軾（1476年—1519年），字敬之，號寒泉，江西玉山人，明朝政治人物，同進士出身。

## 生平
弘治十四年（1501年）辛酉科江西鄉試第十九名。正德六年（1511年）登辛未科同進士。授行人。正德十四年（1519年）明武宗南巡之爭時，與伯父詹瀚同因進諫而受杖刑。詹軾被杖死，年四十四，詹瀚為其料理後事而歸。兵部員外郎陸震、兵部主事劉校、工部主事何遵、大理寺評事林公黼、行人司副余廷瓚、行人劉㮣、孟陽、李紹賢、李惠、王翰、劉平甫、李翰臣，刑部照磨劉玨等十餘人同死於廷杖。嘉靖年間贈監察御史，並派官祭祀。安宗時追諡忠潔。

## 親屬
曾祖父詹紹顯、祖父詹伯誠、父親詹志溫。母李氏。严侍下。